# بهار عربی دوم
بهار عربی دوم، بهار جدید عربی یا تابستان عربی، اعتراضات گسترده ضد دولتی در چندین کشور عربی، از جمله الجزایر، عراق، اردن، لبنان، لیبی، مراکش، تونس و مصر است. اعتراضاتی اقتصادی نیز در نوار غزه صورت گرفت. نافرمانی‌های گسترده مدنی در سودان منجر به سرنگونی رئیس‌جمهور، عمر البشیر طی یک کودتای نظامی و وقوع قتل‌عام ۳ ژوئن ۲۰۱۹ معترضان در خارطوم و انتقال قدرت از یک دسته نظامی به یک دولت نظامی-غیرنظامی شد. نام‌هایی چون "بهار جدید عرب" و "بهار عرب ۲" بابت شباهت اعتراضات با موج تظاهرات حامیان دموکراسی پیش از بهار عربی که در سال‌های ۲۰۱۰ تا ۲۰۱۲ روی داد، به این تظاهرات داده شده است.

## فهرست رویدادها بر پایه کشور
- مراکش: اعتراضات ۲۰۱۷–۲۰۱۸ مراکش
- اردن: اعتراضات ۲۰۱۸ اردن
- عراق: اعتراضات ۲۰۱۵–۲۰۱۸ عراق و اعتراضات ۲۰۱۹–۲۰۲۱ عراق
- الجزایر: اعتراضات ۲۰۱۹–۲۰۲۱ الجزایر
- تونس: اعتراضات ۲۰۱۸ تونس
- نوار غزه: اعتراضات اقتصادی ۲۰۱۹ غزه
- لبنان: انقلاب ۱۷ اکتبر
- مصر: اعتراضات ۲۰۱۹ مصر و اعتراضات ۲۰۲۰ مصر
- عمان: اعتراضات ۲۰۱۸–۲۰۱۹ عمان
- لیبی: اعتراضات ۲۰۲۰ لیبی
- سودان: انقلاب سودان و اعتراضات ۲۰۱۹–۲۰۲۲ سودان
- سوریه: اعتراضات ۲۰۲۳–۲۰۲۴ جنوب سوریه و حملات ۲۰۲۴ اپوزیسیون سوریه

## خلاصه تنش‌ها
| کشور                       | شروع                         | پایان                                                         | نتیجه | کشته‌ها | عنوان                                       |
| -------------------------- | ---------------------------- | ------------------------------------------------------------- | --- | ------ | ------------------------------------------- |
| تونس                       | ۱ ژانویه ۲۰۱۸                | فوریه ۲۰۱۸                                                    | بودجه در سال ۲۰۱۸ جایگزین شد | ۱      | اعتراضات ۲۰۱۸ تونس                          |
| اردن                       | ۳۰ مه ۲۰۱۸                   | ۷ ژوئن ۲۰۱۸                                                   | - نخست‌وزیر هانی ملکی استعفا داد و عمر رزاز جایگزین او شد. - لایحه مالیاتی فسخ گشت. |        | اعتراضات ۲۰۱۸ اردن                          |
| عراق                       | ۲۰۱۵                         | ۲۰۱۸                                                          | بی‌نتیجه | ۹۳     | اعتراضات ۲۰۱۵–۲۰۱۸ عراق                     |
| سودان                      | ۱۹ دسامبر ۲۰۱۸               | ۲۰۱۸                                                          | ۲۰۱۹ - واگذاری حکومت از سوی عمر البشیر در کودتای نظامی - به دست‌گیری قدرت توسط شورای نظامی انتقالی - قتل‌عام خارطوم - قدرت اجرایی به شورای حاکمیت نظامی - غیرنظامی و نخست‌وزیری به عبدالله حمدوک «غیرنظامی» منتقل شد | ۲۰۸+   | - انقلاب سودان - اعتراضات دوره انتقالی      |
| الجزایر                    | ۱۶ فوریه ۲۰۱۹                | ۲۰۲۱                                                          | استعفای عبدالعزیز بوتفلیقه به دلیل فشار ارتش . | ۲      | اعتراضات ۲۰۱۹–۲۰۲۱ الجزایر                  |
| نوار غزه                   | ۱۴ مارس ۲۰۱۹                 | اکتبر ۲۰۱۹                                                    | حماس شروع به سرکوب معترضان کرد. |        | اعتراضات اقتصادی ۲۰۱۹ غزه                   |
| بحرین                      | ۲۷ ژوئیه ۲۰۱۹                |                                                               | مردم بحرین در اعتراض به اعدام دو جوان فعال بحرینی تظاهرات کردند. |        | شرایط در خیابان‌های بحرین به حالت عادی برگشت |
| لبنان                      | ۱۷ اکتبر ۲۰۱۹                | در جریان                                                      | بی‌نتیجه |        | انقلاب ۱۷ اکتبر                             |
| مصر                        | ۲۰ سپتامبر ۲۰۱۹              | سپتامبر ۲۰۱۹                                                  | |        | اعتراضات ۲۰۱۹ مصر                           |
| تعداد کشته‌ها و عواقب دیگر: | ۳۴۹+ (تخمین ترکیبی از وقایع) | - ۲ رئیس دولت به عنوان بخشی از این رویدادها مقام را ترک کردند | |        |                                             |